# Declaración del Palacio de St. James
La Declaración del Palacio de St. James, o Declaración de Londres, fue la primera declaración conjunta de objetivos y principios de las potencias aliadas durante la Segunda Guerra Mundial. La declaración se emitió después de la Primera Reunión Interaliada en el Palacio de St. James en Londres el 12 de junio de 1941. Representantes del Reino Unido, los cuatro Dominios de la Commonwealth cobeligerantes (Canadá, Australia, Nueva Zelanda y Sudáfrica), los ocho gobiernos en el exilio (Bélgica, Checoslovaquia, Grecia, Luxemburgo, los Países Bajos, Noruega, Polonia, Yugoslavia) y la Francia Libre fueron partes de la declaración. Estableció el compromiso de los Aliados de continuar la guerra contra las potencias del Eje (Alemania e Italia) y estableció principios que sirvieran como base para una futura paz.

## Antecedentes
Después de la batalla de Francia, los gobiernos exiliados de Polonia, Bélgica, los Países Bajos y Luxemburgo se establecieron en Londres y comenzaron a trabajar con los británicos para coordinar las actividades de resistencia y continuar la lucha. El llamamiento del 18 de junio de Charles de Gaulle también marcó el comienzo del movimiento de la Francia Libre. En 1941, el Comité de Liberación Nacional Checo liderado por Edvard Beneš también ganó el reconocimiento como el Gobierno Provisional de Checoslovaquia, ya que cooperó cada vez más con Reino Unido.
La campaña de los Balcanes terminó el 1 de junio de 1941, dejando tanto a Grecia como a Yugoslavia bajo la ocupación del Eje. Ambos gobiernos se exiliaron; el gobierno de Pedro II de Yugoslavia se unió a los aliados occidentales exiliados en Londres, mientras que el gobierno griego de Jorge II se estableció en El Cairo.
Londres, como capital de la única potencia beligerante en Europa que no estaba bajo la ocupación del Eje, se convirtió en el centro de la actividad diplomática aliada. Para junio de 1941, la ciudad ya había sido objeto de 11 meses de combate en la batalla de Inglaterra y el Blitz.

## Contenido e importancia
En la Declaración del Palacio de St James se llegó a tres resoluciones. En la primero, las partes afirmaron su alianza, comprometiéndose a ayudarse mutuamente en la guerra contra Alemania e Italia y comprometiéndose "al máximo de sus respectivas capacidades". La segunda prometió que los Aliados no entrarían en una paz por separado, afirmando que no podría haber paz hasta que pasara la amenaza de la dominación del Eje. La tercera resolución comprometió a los Aliados con el principio de una paz basada en la "cooperación voluntaria de los pueblos libres" en la que "todos puedan disfrutar de la seguridad económica y social".
La declaración fue la primera declaración de las potencias aliadas expresando una visión de un orden mundial de posguerra. En agosto de 1941, Reino Unido y Estados Unidos expusieron esta visión de forma más detallada en la Carta del Atlántico. En septiembre, una segunda reunión interaliada, que ahora incluía al embajador soviético Iván Maiski, emitió una resolución respaldando la Carta. En enero de 1942, un grupo aún más grande de naciones emitió la Declaración de las Naciones Unidas, respaldando los mismos principios presentados inicialmente en St. James y comprometiéndose a resistir conjuntamente a las potencias del Eje.